# 솔루션 저널리즘 네트워크

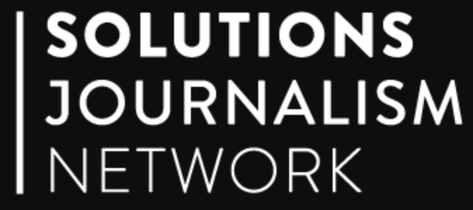

솔루션 저널리즘 네트워크(Solutions Journalism Network, SJN)는 사회적 문제에 대한 대응을 증거와 효과성에 입각해 보도하고자 하는 솔루션 저널리즘 접근 방식을 연구, 교육하는 비영리 기관이다. 데이비드 본스타인, 코트니 마틴, 티나 로젠버그에 의해 2013년에 설립되었다. 미국 뉴욕, 캘리포니아 등에 직원이 있으며 언론인과 뉴스룸이 솔루션 저널리즘 보도를 수월하게 수행할 수 있도록 지원하는 역할을 수행한다.
솔루션 저널리즘 네트워크의 목표는 "사회적 문제에 대한 대응과 해결을 철저하게 조명하고자 하는 솔루션 저널리즘의 실천의 전파" 로, 솔루션 저널리즘이라는 개념은 덴마크에서 시작된 "건설적 저널리즘" 등을 포함, 미국 내외에서 이미 진행되어온 저널리즘에 관한 논의에 상응한다.
솔루션 저널리즘 네트워크에 따르면, 2017년 11월 기준, 미국 내 180개 뉴스 룸과 협력 관계를 구축하고 있으며 수천 명의 언론인들이 솔루션 저널리즘을 실천하고 있다.